# Pentax KP
La Pentax KP è una fotocamera DSLR in formato APS-C a 24,3 megapixel. È stata annunciata la sua uscita sul mercato da Ricoh il 25 gennaio 2017 ed è il modello successore di K-3.

## Caratteristiche
È dotata di un processore d'immagine PRIME IV che supporta il suo funzionamento fino a ISO 819.200. Il tempo di posa può scendere fino a un 1 / 6000s in uso convenzionale, e fino a 1 / 24,000s con otturatore elettronico (disponibile in Live View). In termini di modalità di bracketing, aggiunge profondità di campo e di velocità di scatto.
La KP è dotata del sistema di stabilizzazione on board a 5 assi (Shake Reduction II) già presente anche sulla K-1, sistema in grado di compensare fino a 5 stop. Il corpo macchina è tropicalizzato risultando resistente a polvere, pioggia e temperature fino a -10 °C.
È dotata di un sistema AF da 27 punti (di cui 25 croce) con operatività fino a -3EV, un otturatore elettronico e un display LCD orientabile verticalmente da 921.000 punti costruito adottando una tecnologia chiamata air-gapless che permette di ridurre i riflessi migliorando la visione.
Come per i modelli K-70, K-3 II e K-1, sulla Pentax KP è presente la funzione Pixel Shift Resolution, in questa modalità vengono catturate in rapida sequenza quattro immagini con uno spostamento del sensore di un singolo pixel senza che avvenga la chiusura dell'otturatore per poi creare un'immagine composita finale ottenendo un numero maggiore di informazioni per singolo pixel.
La KP permette di registrare video a 1080p in FullHD, è presente un ingresso microfono e dispone di connessione WiFi per condividere rapidamente immagini e video con smartphone e tablet oppure per poter essere gestita da remoto.